# Карачан (река)
Карача́н (Мокрый Карачан) — река в Воронежской и Тамбовской областях России. Исток находится к западу от посёлка Демьян Бедный, по правому берегу впадает в Хопёр (бассейн Дона). Длина реки — 95 км, площадь водосборного бассейна − 1300 км².
Высота устья — 81 м над уровнем моря. Высота истока — 138,3 м над уровнем моря.

## География
Карачан — небольшая степная река.

## Притоки
У реки 5 малых притоков длиной более 10 км: река Сухой Карачан (верхний), ручей Шпиков, река Терновка, самый крупный приток — река Сухой Карачан (нижний), река оврага Разбердейкин.
По порядку от устья:
- 22 км: овраг Разбердейкин (пр.)
- 51 км: Сухой Карачан (лв.)
- 58 км: Терновка (Дубовицкое) (пр.)
- 59 км: ручей Шпиков (лв.)
- 75 км: Сухой Карачан (лв.)

## Данные водного реестра
По данным государственного водного реестра России относится к Донскому бассейновому округу, водохозяйственный участок реки — Хопёр от впадения реки Ворона и до устья, без рек Ворона, Савала и Бузулук, речной подбассейн реки — Хопер. Речной бассейн реки — Дон (российская часть бассейна). Код водного объекта — 05010200512107000006974.